# Вийёрбан

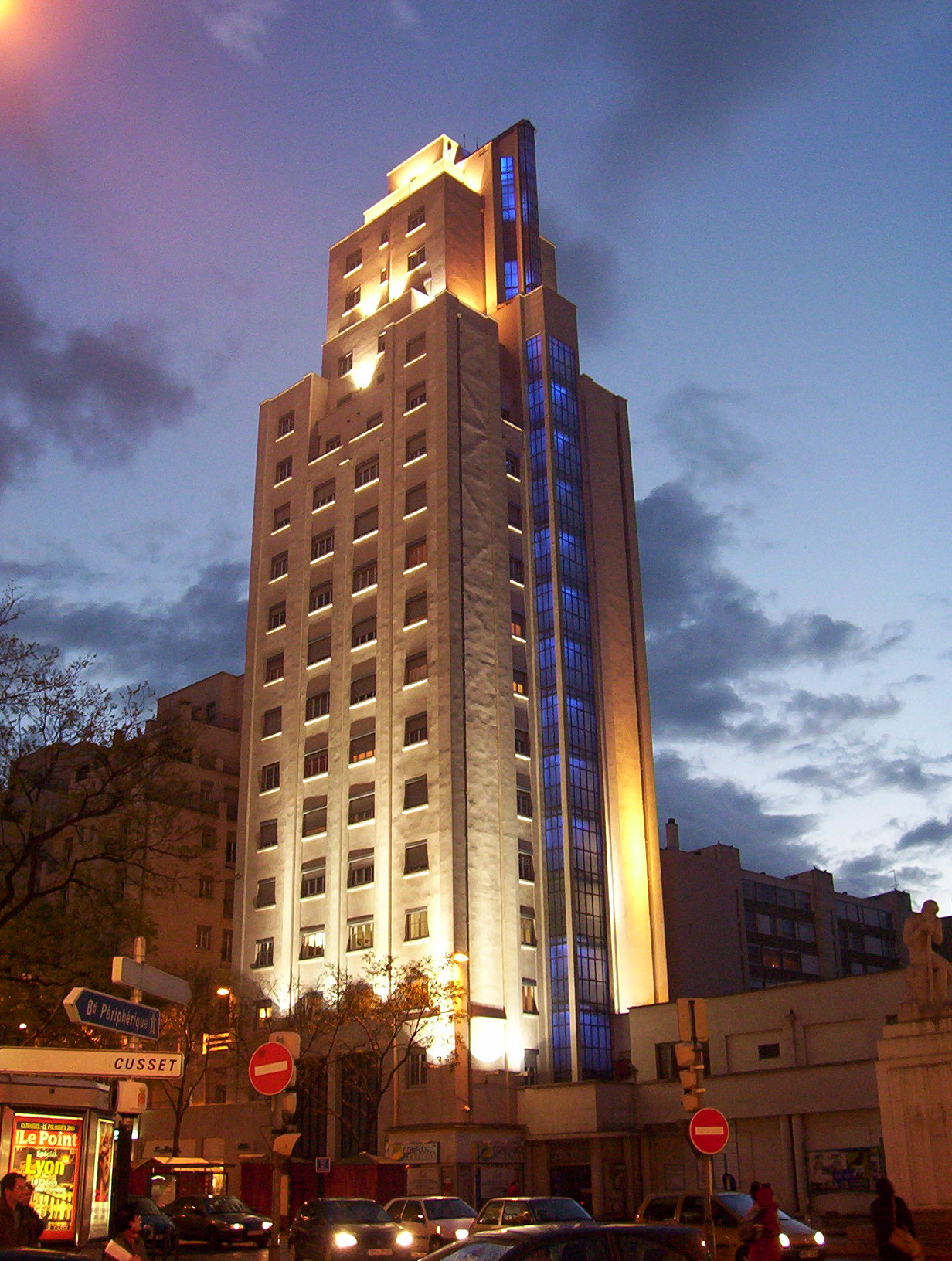
Небоскрёб 1934 года постройки

Вийёрба́н (фр. Villeurbanne [vi.lœʁ'ban], также Вийёрба́нн, Виллёрба́нн и Виллербан) — город и одноимённая коммуна во Франции, в регионе Овернь — Рона — Альпы.
Непосредственно граничит с Лионом (на северо-востоке от последнего). Входит в состав Большого Лиона — второго по величине во Франции мегаполиса после Парижа (до 2015 года входил в департамент Рона). Население около 130 тысяч жителей.
Известен с римских времён. Название происходит от лат. Villa urbana — «городская вилла».
В составе Французского королевства с 1355 года. В то время он был отделён от Лиона притоком Роны — рекой Ризой, которая в конце XIX века исчезла в результате создания канала Жонаж и переустройства городской территории.
С началом промышленной революции в городе начинает развиваться промышленность — сначала текстильная, затем химическая и машиностроительная.
Сейчас в городе расположены многие университеты и колледжи, входящие в так называемую «лионскую зону». C 1973 года прежний Городской театр Виллёрбанна (Théâtre de la Cité), созданный в 1957 году Роже Планшоном, получил название и статус Национального народного театра (TNP). В 1973—1986 годах одним из его руководителей был Патрис Шеро. C 2002 года им руководит Кристиан Скьяретти.

## Население
| 1962     | 1968     | 1975     | 1982     | 1990     | 1999     | 2008     | 2013     | 2014     |
| -------- | -------- | -------- | -------- | -------- | -------- | -------- | -------- | -------- |
| 105 416  | ↗119 879 | ↘116 535 | ↘115 960 | ↗116 872 | ↗124 215 | ↗141 106 | ↗147 192 | ↗148 543 |
| 2015     | 2016     | 2017     | 2018     | 2019     | 2020     | 2021     | 2022     |          |
| ↗148 665 | ↗150 375 | ↘147 712 | ↗150 659 | ↗152 212 | ↗154 781 | ↗156 928 | ↗162 207 |          |

## Мэры
- 1977—1990 Эрню, Шарль

## Города-побратимы
- Могилёв, Белоруссия (с 1979 г.)
- Абовян, Армения
- Бат-Ям, Израиль
- Абанилья, Испания